# جای پارک

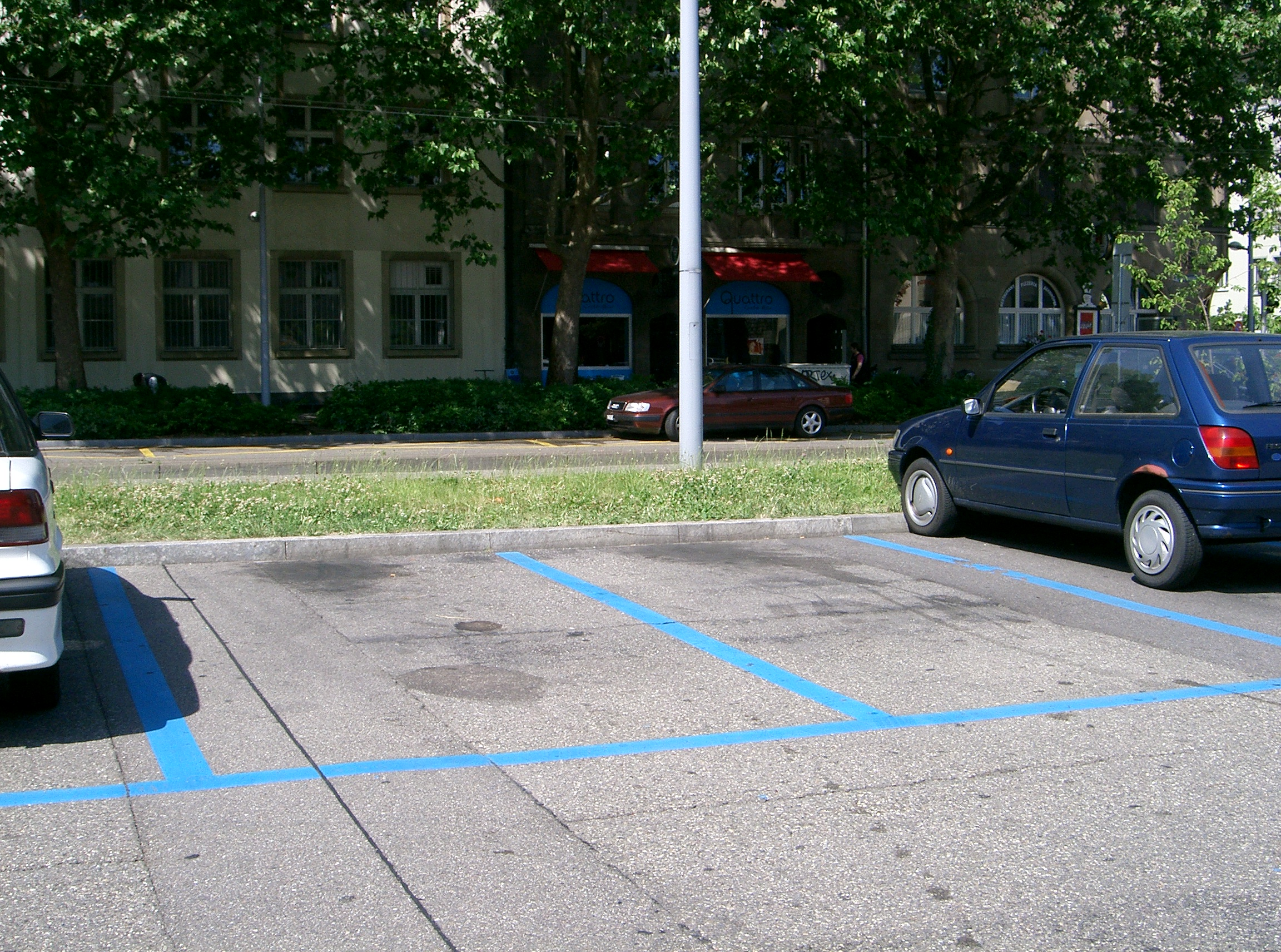
فضاهای پارکینگ مشخص شده.

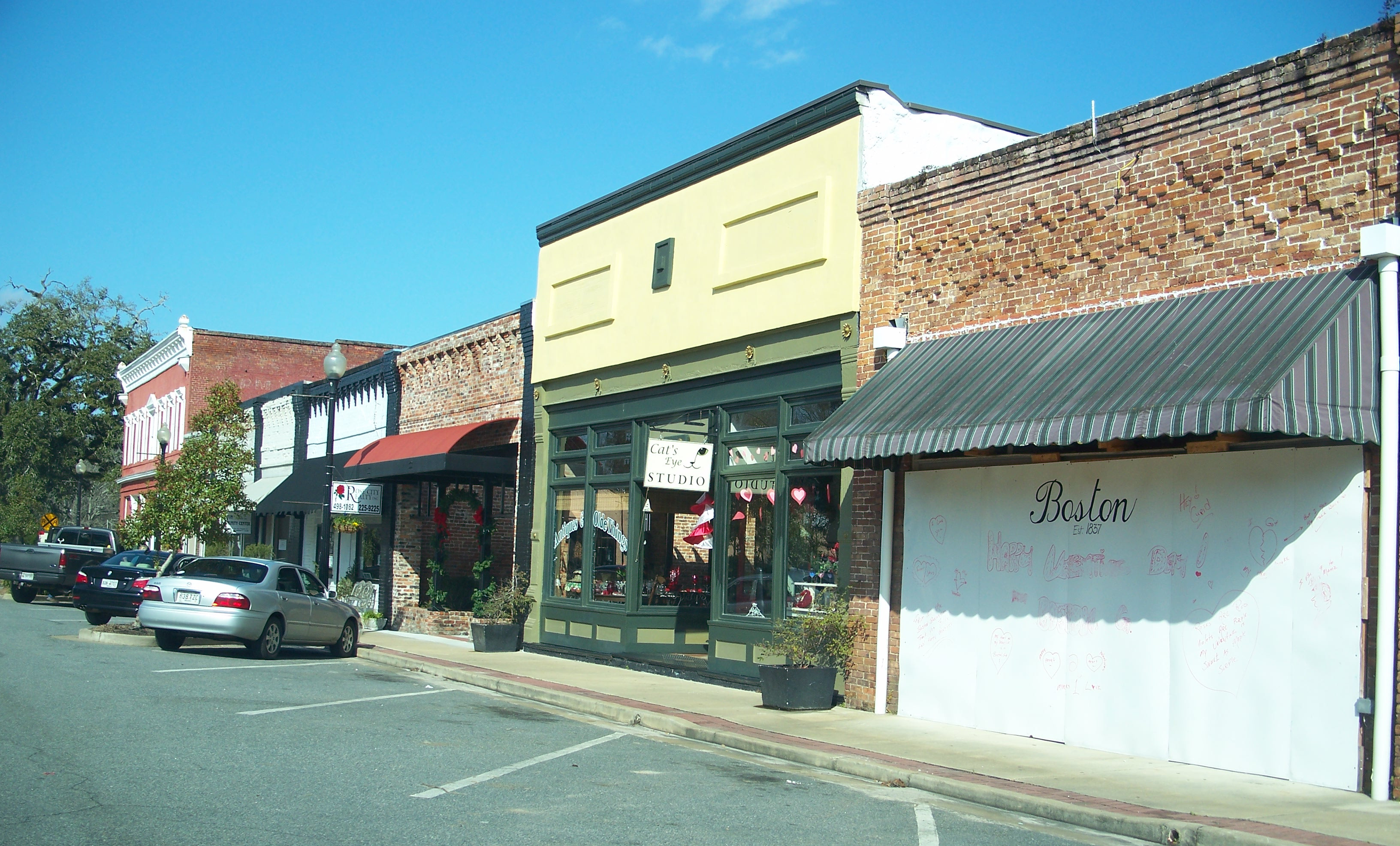
فضاهای پارکینگ زاویه دار.

جای پارک یا فضای پارکینگ مکانی است که برای پارک کردن خودرو در نظر گرفته می‌شود که ممکن است آسفالت شده یا آسفالت نشده باشد.
جای پارک را می‌توان در پارکینگ‌های طبقاتی، در پارکینگ عمومی یا در یک شهر و خیابان مشاهده کرد. جای پارک عموماً با مشخص کردن آن روی زمین و از طریق خط کشی مشخص می‌شود. خودرو متناسب با فضا یا طراحی پارکینگ، به صورت پارکینگ موازی، عمودی یا زاویه دار در جای پارک توقف می‌کند.
بسته به محل پارک، ممکن است استفاده از یک جای پارک دارای قواعدی مانند زمان مجاز یا مستلزم پرداخت هزینه باشد. هنگامی که تقاضا برای فضای پارک زیادتر از ظرفیت موجود باشد ممکن است توقف در پیاده‌رو، چمن و جاهای دیگر که برای پارک خودرو طراحی نشده‌اند روی دهد که به این کار پارک در جای متفرقه (overspill park) گفته می‌شود.

## الگوهای توقف در جای پارک
برای بسیاری از وسایل نقلیه موتوری، معمولاً سه روش پارک کردن در فضای پارک وجود دارد که شامل پارک دوبله (موازی)، پارک عمودی و پارک زاویه‌ای می‌شود.

### پارک موازی
در پارک موازی که به پارک دوبله هم شهرت دارد، خودروها در یک خط منظم و پشت سر هم متوقف می‌شوند. در این حالت، سپر جلوی یک ماشین رو به سپر عقب خودروی قبلی قرار می‌گیرد. به طور کلی در این روش، خودروها از محل سپرهای جلو و عقب با خودروهای مجاور در تماس نزدیک قرار دارند. در کنار خیابانها، پارک دوبله یا موازی، رایج‌ترین شیوه توقف خودروهاست.

### پارک عمودی

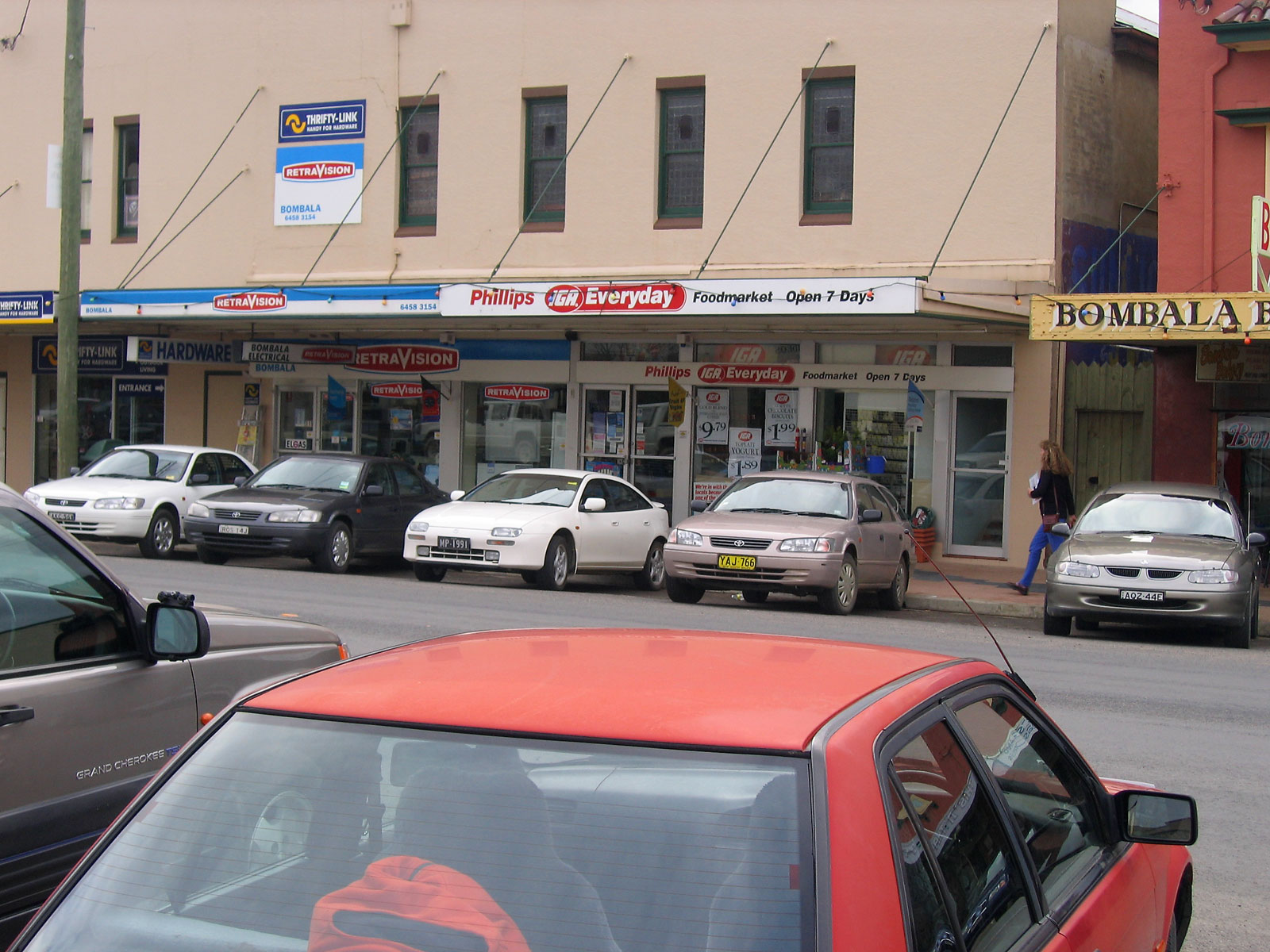
توقف عمودی در محل پارک.

پارک کردن عمودی که به پارک خلیجی یا ساحلی هم شهرت دارد ()، خودروها بغل به بغل هم متوقف می‌شوند به گونه‌ای که عمود بر یک دیوار، راهرو یا مانع قرار می‌گیرند. پارکینگ عمودی فضای توقف برای تعداد بیشتری خودرو ایجاد می‌کند (در مقایسه با پارک موازی) و برای پارکینگ‌های طبقاتی و گاراژها مناسب است.
معمولاً دو ردیف فضای توقف عمودی رو درو روی هم طراحی می‌شوند به گونه‌ای که بین آنها یک راهرو یا مسیر عبور خودرو قرار می‌گیرد.

### پارک زاویه‌ای

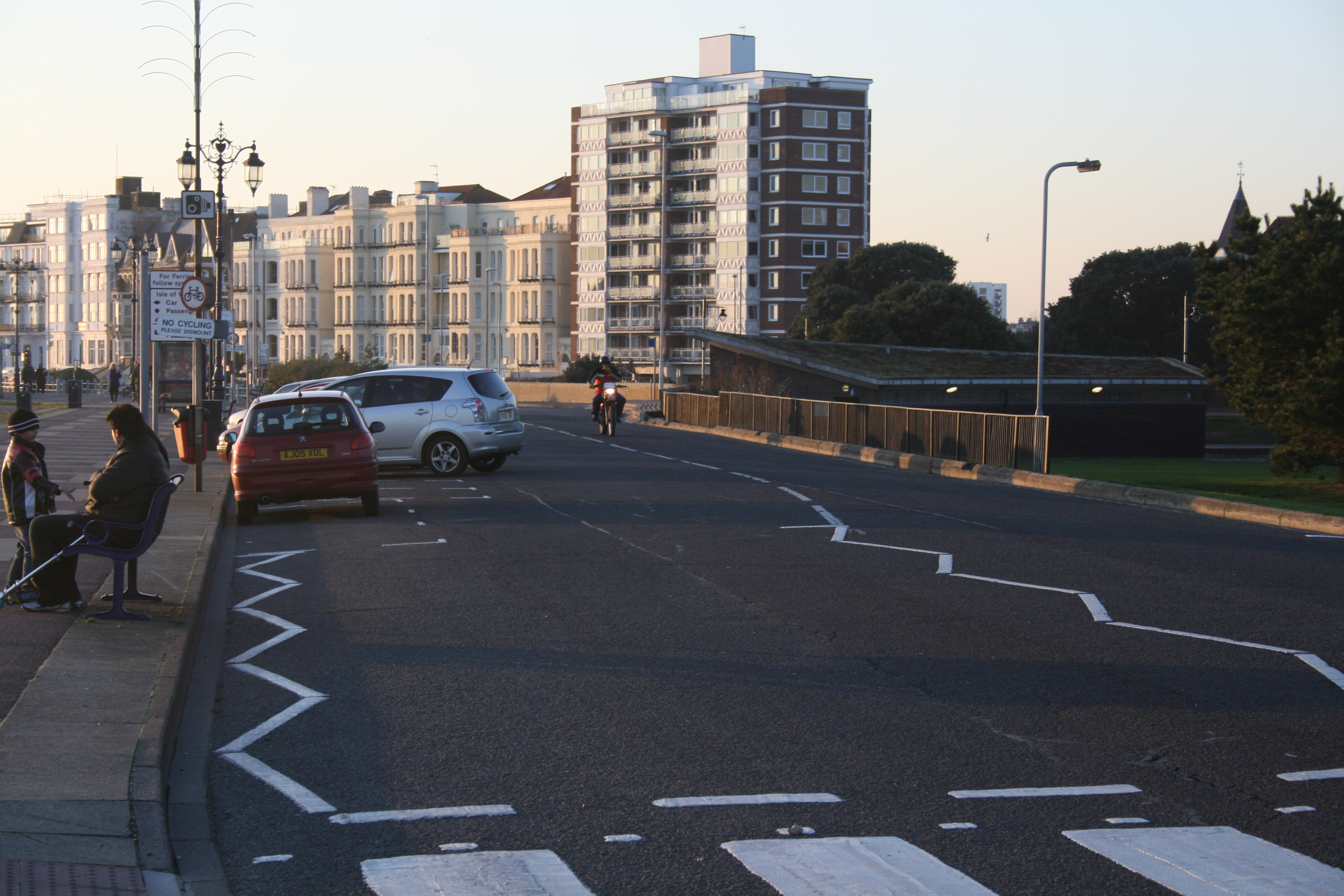
پارکینگ زاویه‌ای در امتداد ساحل Southsea انگلستان.

پارکینگ زاویه‌ای یا پارکینگ پله‌ای (زیگزاگی) به گونه‌ای است که خودروهای متوقف شده نسبت به دیواره مجاور به صورت زاویه‌ای (یک زاویه حاده با جهت ورود خورو) ایجاد می‌کنند. ویژگی این شیوه توقف، راحتی ورود به جای پارک و خروج از آن است. از سوی دیگر نسبت به فضاهای توقف عمودی، تعداد بیشتری خودرو امکان توقف پیدا می‌کنند.
توقف با زاویه در گاراژهای پارکینگ عمومی خودرو رایج است؛ اما در کناره خیابانها هم گاه چنین امکاناتی مشاهده می‌شود. این حالت حالت در خیابانهای کم‌ترافیک یا پهن قابل اعمال است و عمدتاً در مناطق مسکونی یا برخی مراکز خرید قابل اجراست.
پارکینگ زاویه‌ای معمولاً به صورت ورود با سر (head-in) پیکربندی می‌شوند؛ در حالی که برخی شهرها مانند سیاتل، واشینگتن، پرتلند، بالتیمور و Indianapoliایندیاناپولیس دارای پارکینگ‌های زاویه‌ای با قاعده ورود با عقب خودرو (back-in) هستند. پارکینگ‌های زاویه دار ورود از عقب در مناطق شیب دار و خیابانها کم‌ترافیک ایجاد می‌شوند و راننده خودرو موظف است با انتهای خودرو وارد جای پارک شود که از این جهت تا حدودی شبیه توقف دوبله است.

### پارکینگ به روشهای دیگر
علاوه بر سه روش عادی توقف در جای پارک، شیوه‌های ابداعی و الزامات دیگری هم ممکن است برای توقف خودرو در محل پارک به کار رود. برای مثال در بخش‌هایی از برخی از شهرهای بزرگ از جمله شیکاگو که در آن زمین گران است و در نتیجه فضای پارکینگ محدود است، راننده موظف است سوئیچ خود را به متصدی پارکینگ بدهد تا امکان جابجایی خودرو و جا دادن تعداد بیشتری وسیله نقلیه فراهم شود. در این روش، خودروها به صورت انباری و مزاحم هم دیگر متوقف می‌شوند و برای خروج یک خودرو، لازم است خودروهای مزاحم جابجا شوند.

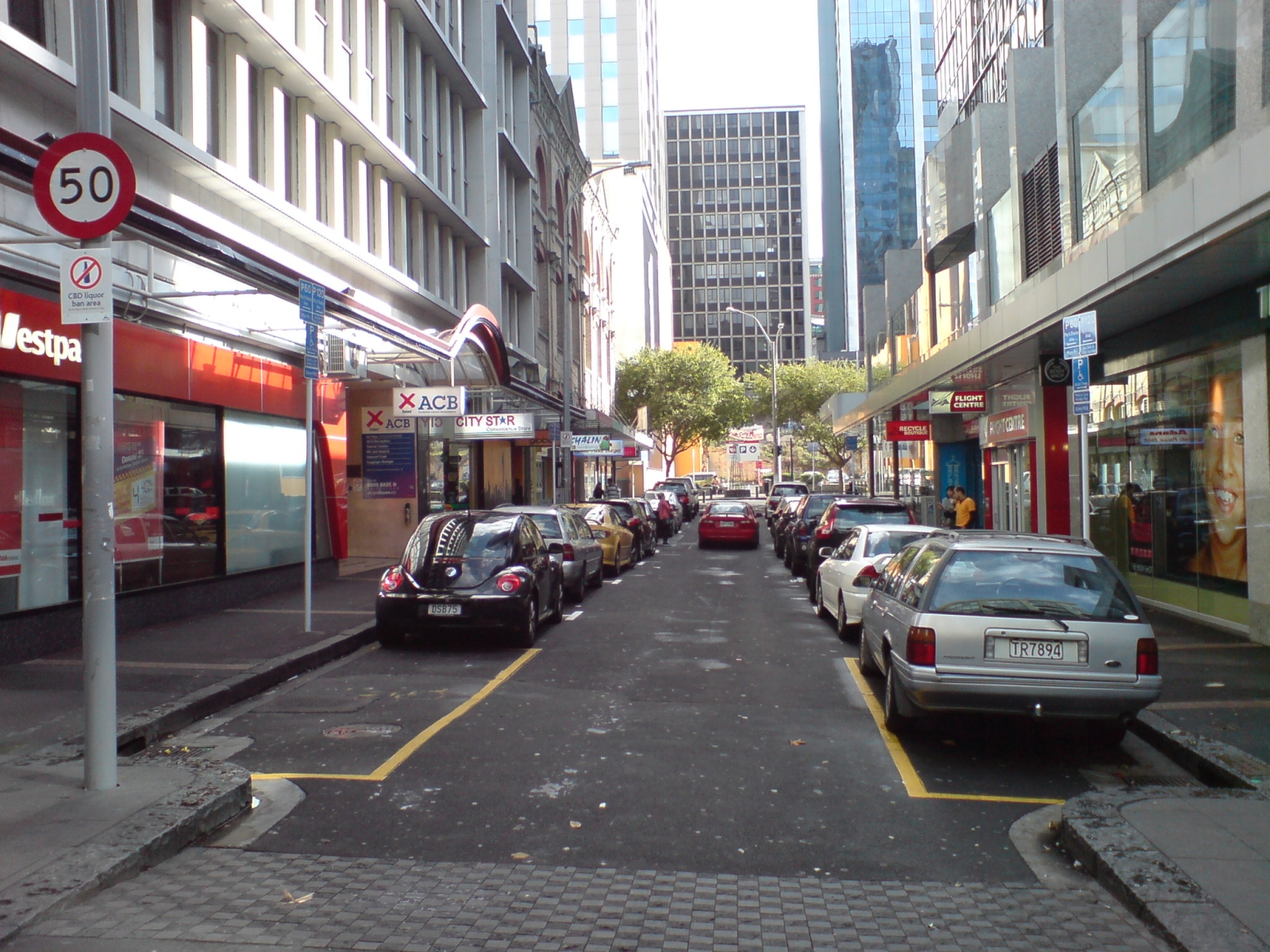
خیابان با فاصله مشخص برای پارک موازی.

با توجه به استاندارد "Norme NF P 91-100" کشور فرانسه، حداقل عرض فضاهای پارکینگ در محدوده ۲٫۲۰ تا ۲٫۳۰ متر (۷٫۲–۷٫۵ فوت) (دیدن fr:Marquage du stationnement en France). فضاهای پارکینگ باریک از جمله پارکینگی در Vevey سوئیس به گونه‌ای هستند که بازکردن در خودرو به سادگی امکانپذیر نیست.
در بریتانیا استاندارد توصیه شده برای یک جای پارک خودرو در اندازه ۲٫۴ متر (۷٫۹ فوت) عرض و ۴٫۸ متر (۱۶ فوت) طول است. به تازگی بحث‌هایی مبنی بر کوچک بودن این مقدار فضا درگرفته است.

## فضاهای پارکینگ برای معلولان

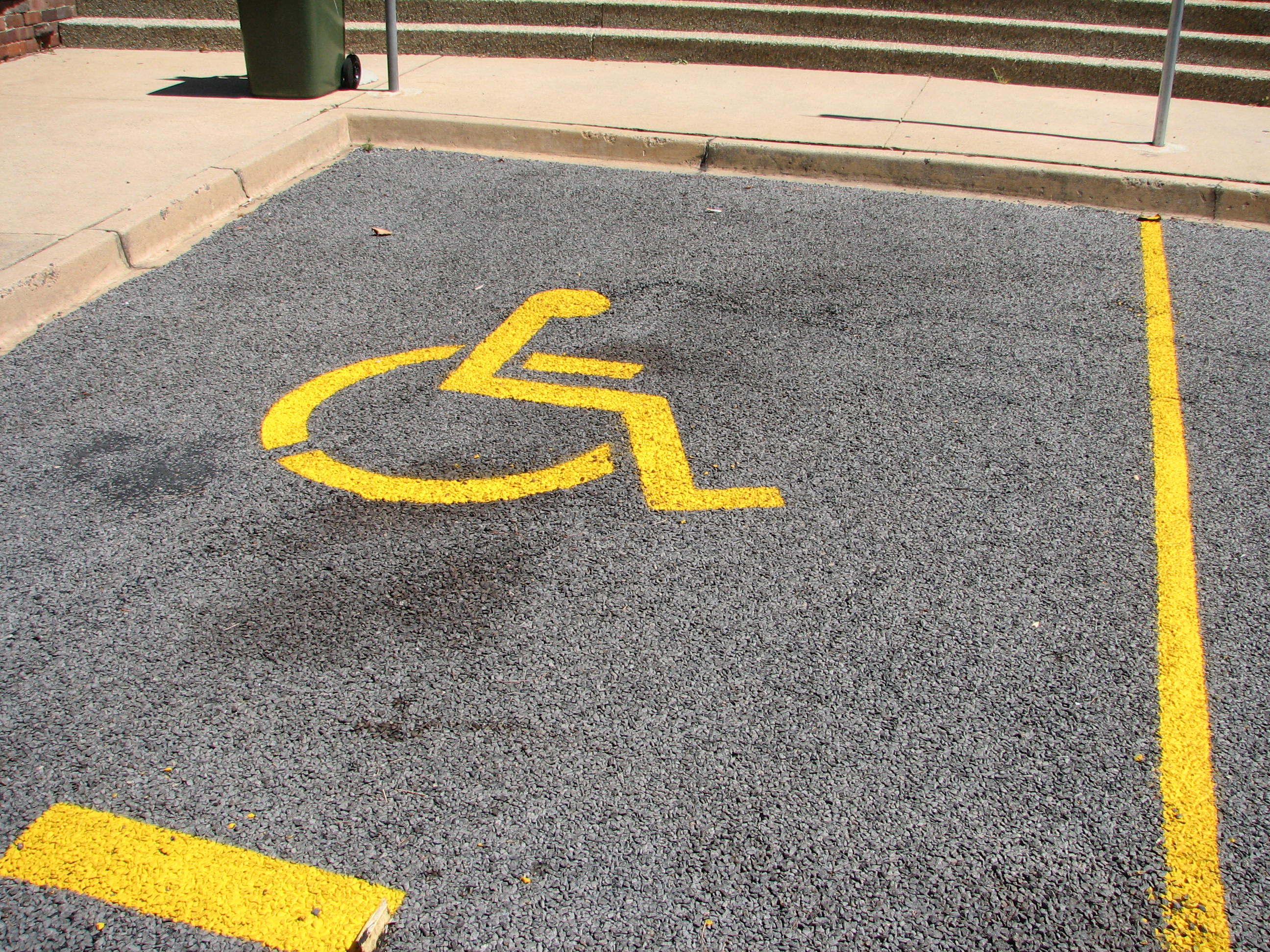
یک مثال از یک معلول پارکینگ.

پارکینگ معلولین جای پارک اختصاصی برای افراد با معلولیت است. این فضاها با نشان بین‌المللی دسترسی معلولین مشخص می‌شود.

## فضاهای پارکینگ زنان
در برخی از کشورها پارکینگ ویژه زنان تأسیس شده است که عمدتاً در محل‌هایی دارای دید و برای پیشگیری از احتمال از حملات جنسی یا به منظور تسهیل پارکینگ برای زنان یا ارائه فضاهایی نزدیک به مراکز خرید یا محل کار زنان طراحی می‌شوند.